# Bell AH-1Z Viper
Bell AH-1Z Viper dvomotorni je jurišni helikopter zasnovan na modelu AH-1W SuperCobra. Dizajnirao ga je i proizveo američki proizvođač zrakoplova Bell Helicopter. Budući da je jedan od najnovijih članova obitelji Bell Huey, naziva se i Zulu Cobra, na temelju vojnog fonetskog izgovora njegove slovne oznake.
Helikopter AH-1Z razvijen je tijekom 1990-ih i 2000-ih kao dio programa nadogradnje H-1 za Zbor marinaca Sjedinjenih Država (USMC).  U osnovi je nastao modernizacijom postojećih AH-1W, a izvorno je trebao biti program obnove starih letjelica, ali su naknadno napravljene narudžbe za potpuno nove helikoptere. AH-1Z i pomoćni helikopter Bell UH-1Y Venom dijele zajedničku stražnju granu, motore, sustav rotora, pogon, arhitekturu avionike, softver, kontrole i zaslone s više od 84 % identičnih komponenti. Nadalje, AH-1Z ima kompozitni glavni rotorski sustav s četiri lopatice bez ležaja, poboljšan prijenos i nov sustav za nišanjenje. Dana 8. prosinca 2000. AH-1Z izveo je svoj prvi let; početna proizvodnja manjeg broja letjelica pokrenuta je u listopadu 2003.
Dana 30. rujna 2010. USMC je objavio da je AH-1Z postigao borbenu spremnost; u potpunosti je zamijenio prethodnu AH-1W Super Cobru tijekom listopada 2020. Od prvog predstavljanja, USMC je razvijao nadogradnje kao što su dodavanje podatkovne veze Link 16 i opremanje projektilima zrak-zemlja AGM-179A (JAGM). Osim toga, za AH-1Z traženi su brojni izvozni kupci, a on se redovito natjecao s Boeing AH-64 Apacheom za narudžbe. Prvi izvozni kupac bilo je Kraljevsko ratno zrakoplovstvo Bahreina. Helikopter je naručilo i češko zrakoplovstvo. U jednom je trenutku Pakistan trebao imati svoje AH-1Z, ali su isporuke bile blokirane zbog političkih razloga.

## Dizajn
Bell AH-1Z Viper je jurišni helikopter proizišao iz starijeg Bell AH-1 SuperCobra. U usporedbi s prethodnikom uključuje poboljšanja poput nove tehnologije rotora, unaprijeđene vojne avionike, ažuriranih sustava oružja i elektrooptičke senzore u integriranoj platformi za oružje. Između ostalih prednosti koje pružaju ove promjene, poboljšana je sposobnost preživljavanja, a helikopter može locirati mete na većim udaljenostima te ih napasti pomoću preciznog oružja. Konstrukcija je značajno redizajnirana kako bi se povećala otpornost na udare; mjere uključuju stajni trap koji apsorbira energiju, samobrtvene spremnike goriva, sjedala otporna na udare s disipacijom energije, a pristup smanjivanja mase primijenjen je na mnoge glavne komponente. Aktivni sustavi uključuju raspršivače protumjera, radarsko upozorenje, upozorenje o nadolazećim projektilima i sustave upozorenja o neprijateljskoj  laserskoj zraci za ciljanje na trupu.
AH-1Z je opremljen rotorskim sustavom bez ležaja i zglobova koji ima 75 % manje dijelova od zglobnih sustava s četiri lopatice. Lopatice rotora napravljene su od kompozita, što im daje povećanu sposobnost preživljavanja u slučaju pogotka; rotor je opremljen poluautomatskim sustavom sklapanja što omogućuje učinkovitije skladištenje AH-1Z na amfibijskim jurišnim brodovima i drugim prijevoznim sredstvima. Uloženi su napori kako bi se maksimizirala mogućnost održavanja i minimizirala potreba za održavanjem; u usporedbi sa SuperCobra, eliminirane su brojne zadaće za održavanje, stvoreni su interaktivni elektronički tehnički priručnici, potrebno je skladištiti manje rezervnih dijelova, a pristupačnost je također poboljšana. Nadalje, prisutni su različiti senzori za otkrivanje kvarova kako bi se olakšalo održavanje na temelju stanja.

AH-1Z je opremljen parom redizajniranih odrezanih krila koja su znatno duža od onih kod prethodne SuperCobre. Svako od njih ima dodatnu stanicu na vrhu krila za projektil kao što je AIM-9 Sidewinder. Svako krilo ima dvije druge stanice za raketne kapsule Hydra 70 od 70 mm ili četverostruke lansere projektila AGM-114 Hellfire. Radar za upravljanje paljbom AN/APG-78 Longbow također se može montirati na stanicu na vrhu krila. I druga se oprema za misije može montirati na ove stanice, uključujući vanjske pomoćne spremnike goriva od 77 i 100 galona, noćne rasvjetne baklje LUU-2A/B i brojne vrste streljiva za vježbanje. Ispod nosa AH-1Z nalazi se kupola A/A49E-7 opremljena trocijevnim rotirajućim topom M197 od 20 mm, ovo oružje ima veću brzinu i ravniju putanju od prethodnika; također je kompatibilan s mecima zrak-zrak serije M50.
Kokpit AH-1Z dizajniran je tako da oba člana posade imaju gotovo iste kontrole; može se jednako lako letjeti s prednjeg i stražnjeg sjedala. Dizajn uključuje bočne palice tipa Hands on Collective and Stick (HOCAS), koje omogućuju pilotu izvršavanje mnogih funkcija bez pomicanja ruku s kontrola leta. Oba mjesta za posadu opremljena su parom 8×6-inčnih višenamjenskih zaslona s tekućim kristalima (LCD) i jednim 4,2×4,2-inčnim dvofunkcionalnim LCD-om. AH-1Z ima integrirani sustav avionike koji je razvio Northrop Grumman; sustav uključuje dva misijska računala i sustav automatske kontrole leta. Komunikacijski paket kombinira integrirani radio američke mornarice RT-1824, UHF/VHF, COMSEC i modem u jednu jedinicu. Navigacijski paket uključuje ugrađeni GPS inercijski navigacijski sustav, digitalni sustav karata i Meggittov podsustav zračnih podataka za male brzine, koji omogućuje isporuku oružja tijekom lebdenja.
Članovi posade opremljeni su sustavom nišana i prikaza na kacigi Thales "Top Owl". Ovaj zaslon ima mogućnosti za rad i danju i noću te binokularni zaslon s vidnim poljem od 40°; njegova projekcija za vizor daje sliku infracrvene (forward looking infrared, FLIR) ili video video kamere. Nadalje, od samog je početka dizajniran za nadogradnje tijekom rada. Sustav nišanjenja (target sight system, TSS) proizvođača Lockheed Martin uključuje treću generaciju FLIR-senzora koji omogućuje uočavanje i identifikaciju cilja danju, noću i u nepovoljnim vremenskim uvjetima. To je za razliku od radara pasivni senzor,  pa ga se ne može pratiti. TSS ima različite načine prikaza i može pratiti pomoću FLIR-a ili putem TV-a. Isti sustav također se koristi na KC-130J Harvest HAWK.

## Značajke (AH-1Z)
Podatci su iz publikacija Bell Specifications; The International Directory of Military Aircraft, 2002–2003; Modern Battlefield Warplanes.
- Posada: dva člana – pilot i kopilot/streljač (CPG)
- Duljina: 17,75 m
- Visina: 4,37 m
- Prazna masa: 5579 kg
- Maksimalna masa pri polijetanju: 8390 kg
- Pogon: 2 × General Electric T700-GE-401C, svaki od 1800 ks (1300 kW)
- Promjer glavnog rotora: 15 m
- Površina glavnog rotora: 168 m2 glavni i repni rotor s 4 lopatice

### Performanse
- Brzina krstarenja:  300 km/h
- Domet: 370 nm (690 km)
- Borbeni domet: 125 nm (232 km) s 1100 kg tereta
- Najveća visina leta: 6100 m
- Brzina uspona: 14,2 m/s

### Naoružanje
- Top: 1 × 20 mm M197 trocijevni rotacijski top u kupoli A/A49E-7 (kapacitet 750 metaka)
- Čvrste točke: ukupno 6 stanica na odrezanim krilima s kapacitetom od 2615 kg
- Rakete: 70 mm rakete Hydra 70 (nevođene) ili APKWS II (navođene) – postavljene u lansere LAU-68C/A (7 hitaca) ili LAU-61D/A (19 metaka); do 76 nevođenih ili 38 vođenih raketa ukupno
- Projektili: AIM-9 Sidewinder rakete zrak-zrak – jedna postavljena na svakoj stanici na vrhu krila (ukupno dvije) ili AGM-114 Hellfire projektili zrak-zemlja – do 16 projektila montiranih u četiri lansera projektila M299 s 4 projektila, po dva na svakom krilu